# 小鳥遊しほ
小鳥遊 しほ（たかなし しほ、1988年7月6日 - ）は、日本の女性イラストレーター、ファッションモデル、フードコーディネーターである。愛知県豊田市出身、「株式会社おもうつぼ」代表取締役社長。かつてエイジアプロモーションに所属（2012年10月 -2016年1月）していた。

## 来歴
愛知県立豊田北高等学校、国際文化理容美容専門学校渋谷校卒業。美容師を辞め、エスニック中華レストラン「パラダイスマカオ」にてキッチン修行中に講談社企画のオーディション「ミスiD」に出場しファイナリストになった。そこで芸能事務所エイジアプロモーションと出会い、2012年10月に正式契約する。
2012年10月29日発売、光文社 「原宿女子」の特集「気になるあのコにロックオン！」に自作ケーキと共に掲載される。メイキング映像も公開されている。12月1日発売、宝島社「Mini (雑誌)」2013年1月号で「小鳥遊しほのお絵描きキッチン」が連載開始する。
2013年6月10日、テレビ朝日「お願い!ランキング」に出演する。6月18日、テレビ朝日「中居正広のミになる図書館」に出演する。10月7日発売、内外出版社「CHOKi CHOKi girls」11月号から専属モデルとなる。12月4日、TBSテレビ「ツボ娘」に出演する。
2014年1月9日、NHK教育テレビジョン「青山ワンセグ開発」で企画作品「ことりきっちん」で主演する。5月3日、BS-TBS「僕たちは昭和を生きた」に出演する。5月5日、自身監修・製作の「小鳥遊しほオフィシャルウェブサイト」を公開する。12月1日、フジテレビムチャブリスタンパーに出演する。番組企画でLINEスタンプを制作する。
2015年4月18日、KADOKAWA/中経出版 より自身初書籍「くまっているのはボクなのに。 一問一頭」を出版する。同年4月25日にヴィレッジヴァンガード_(書籍・雑貨店)下北沢店にてサイン会が行われた。訪れたファンは100人を超え、本の在庫がなくなるほどの盛況であった。
2016年2月12日-2月13日、初の個展「#これから展」（東京都渋谷区）を開く。
2016年2月、「株式会社おもうつぼ」を設立する。自身が代表取締役社長を務める。

## 人物
本人いわく「好きな物は納豆と歯医者です。嫌いな人は押し付けがましい人です。」である。
黒髪おかっぱが特徴的である。2015年に半年間ほど赤髪にしていた。
家族構成は、父、母、姉である。姉はパティシエである。
美容師免許、英語検定、色彩検定、メイク検定、ネイル検定３級、フードコーディネーター検定、フードビジネスコーディネーター検定、調理師免許、和ハーブ検定1級、ダイエット検定1級を取得している。

### 趣味
ブログタイトルに「必殺技は料理と絵」となっている通り、料理と絵が特技である。得意料理はジャージャー麺、チーズリゾット。ジャージャー麺は食べた人には必ず絶品と言ってもらえる。
イラストの題材は多岐にわたる。「歯」「妖怪」「くまったくん」「鼻みがき」は特に好んで書かれている。デッサンは学生時代にヘアスタイルのデッサンをする程度。
ピアノの経歴は10年以上である。

## 出演

### 書籍
- マイナビ日本ツインテール百景[注釈 4]

### 雑誌
- 内外出版「CHOKi CHOKi girls」専属モデル（2013年10月 - ）[20]
- 宝島社「Mini (雑誌)」 連載“小鳥遊しほのお絵描きキッチン”（2012年12月 - 2014年4月）[21]
- 宝島社「Mini (雑誌)」 連載“小鳥遊しほの旬のお野菜研究所”（2014年5月 - 2015年12月）[22]
- 光文社「原宿女子 原J」[23]
- フリーペーパー「MegRu」連載"かもしれないカルタ"[注釈 5][24]
- ベストセラーズUsedMix 2013年9月号[注釈 6]にて部屋の紹介記事
- exciteニュースのコラム「LAURIER（ローリエ）」にて【小鳥遊しほ的公式戦】恋愛コラムを連載（2015年6月16日 -）[25]
- 資生堂ジャパン Beauty & Co. のコラム執筆（2015年12月10日 -）「小鳥遊しほ流「ずぼら痩せレシピ」！3分でできる食物繊維たっぷりごはん♪」[26]「カロリー半分！糖質85％オフ！小鳥遊しほ流ダイエット♡カルボナーラ」[27]

### テレビ
- NHK教育テレビジョン「青山ワンセグ開発」ことりきっちん（2014年1月9日 - 、全4回放送）[28][29]
- TBSテレビ「マイナビウエディングpresents ウエディングステージ」イラスト出演（2013年10月1日 - 2016年3月31日、毎週火曜日21：54-22：00）[30]
- TBSテレビ「ツボ娘」(2013年12月4日)
- テレビ朝日「お願い!ランキング」(2013年6月10日)
- テレビ朝日「中居正広のミになる図書館」(2013年6月18日)

### 広告
- GALAXY S Ⅲα/GALAXY NOTE Ⅱ「PLAYER'S HEAVEN」[31]

### イベント
- KAWAii!!MATSURi 2013[32]
- HARAJUKU KAWAii!!FES 2013[33]
- 大人の文化祭[注釈 7] ～short movie hanagirl～「 girling 」[34]池田圭監督作品 出演：小鳥遊しほ 飯田祐真 浅川梨奈
- HARAJUKU KAWAii!!2014[35]
- 東京ガールズコレクション2014 S/S
- 初のトークショーに参加「売れっ子クリエイターが語る！ネットでは言えない創作活動のアレコレ」（2015年6月4日）[36]
- ケニックカレーとコラボレーションでグリーンカレーを提供（2015年8月30日-8月31日）[37]
- 激ロック15周年DJパーティー＠渋谷O-EASTにてDJとグリーンカレーの提供（2015年10月11日）[38][39]
- 雑貨大賞第２回トークイベント[40]
- ケニックカレーとコラボレーション第2弾でスープカレーを提供（2015年12月13日）[41]
- 大阪にて写真撮影会、コラボドリンク販売、トークイベント+グッズ物販会（2015年12月20日）[42]
- 名古屋にて写真撮影会、ケニックカレー+コラボドリンク販売、トークイベント+グッズ物販会（2015年12月23日）[43]
- 「ひとまず座って話そう会」ワークショップ、受注販売会、トークイベントを東京で開催予告（2016年1月10日）[44]

### 作品
- カンロ株式会社「iphoneアプリ『くうきナビ』」（2013年11月16日 - ）：イラスト制作[45]
- LINE camera スタンプ「お料理＋(プラス) 」(2013年7月4日 - )：イラスト制作[46]
- サイバーエージェントスマートフォンアプリ「DECO LINK」コラボスタンプ 従順クマ『えむたん』：イラスト制作[47]
- メラントリックヘムライトとコラボ商品「耳にタコピアス」「目玉焼きワンピース」[48]「大漁ポーチ」[49]：デザイン
- Avail × 小鳥遊しほコラボTシャツ「体育」「数学」「美術」「家庭科」「放課後」[50]：デザイン
- Avail × 小鳥遊しほコラボTシャツ part2「HANDですT」「浮き輪を探せT」「傘小さすぎてくまった」「スイカは割る物？T」「ジャムパンへまっしぐらT」「蛇口金魚の骨T」「とろけT」[51]：デザイン
- Avail × 小鳥遊しほコラボTシャツ part3「ゲーム」「RGB」「ぷーらーもーでーるー」「ニートリンゴ」「トランプ」「釣り」「スキー」「玉拾い」「ドーナツ」「サンリオコラボ2種類」[52]：デザイン

- 大分県豊後高田市観光パンフレット
- 株式会社ポイントcollect pointのDM：[53]：デザイン
- KIRIN GreenAppleMuseum（2014年8月8日 - 8月10日）「りんご酒工場(妄想)」：[54]：イラスト制作
- LINE クリエーターズスタンプ「小鳥遊のゆかいな仲間達。」(2014年10月7日 - ) ：イラスト制作[55]
- LINE クリエーターズスタンプ「小鳥遊の旨くて上手い話」(2014年12月1日 - ) ：イラスト制作[56]
- KADOKAWA/中経出版 書籍「くまっているのはボクなのに。 一問一頭」[注釈 8]（2015年4月16日初版）：著作
- gizmobiesとのコラボグッズ 【オノマトペシリーズ】【生きてるってすばらしいねシリーズ】[57][58]：デザイン

### その他
- chaqqミュージック・ビデオAmy[59]に出演
- コトリカ PVスキスキスー[60]
- 姉が働いている「俺のフレンチ 横浜」のメニュー作成[61]